# Владимир Филипов
 Тази статия е за кмета на Кюстендил.  За дипломата вижте Владимир Филипов (дипломат).  
Владимир Василев Филипов е български политик.

## Биография
На 1 декември 1926 г. за кмет на Кюстендил е избран Георги Емануилов от дясната партия „Демократически сговор“. Падането на сговористкото правителство и лошата му популярност вследствие на репресиите през 1923 – 1925 г. насърчават опозиционните сили да пречат на Георги Емануилов да работи спокойно. В началото на август 1929 г. е принуден да се оттегли от кметския пост. До края на ноември ръководството на общината е поверено на Владимир Василев Филипов като председател на Общинска тричленна комисия. Впоследствие Георги Емануилов е възстановен на поста си в края на ноември 1929 г.